# Saint-Julien-Labrousse
Saint-Julien-Labrousse é uma ex-comuna francesa na região administrativa de Auvérnia-Ródano-Alpes, no departamento de Ardèche. Estendeu-se por uma área de 16,47 km². Em 2010 a comuna tinha 356 habitantes (densidade: 21,6 hab./km²).
Em 1 de janeiro de 2019, ela foi inserida no território da nova comuna de Belsentes.